# Milorad Pavić (Autor)

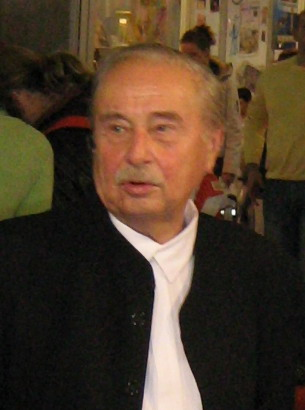
Milorad Pavić (2007)

Milorad Pavić (kyrillisch Милорад Павић; * 15. Oktober 1929 in Belgrad; † 30. November 2009 ebenda) war ein serbischer Schriftsteller.

## Leben
Pavić schrieb Prosa, Gedichte und war ein Historiker der serbischen Literatur vom 17. bis zum 19. Jahrhundert. Er war Spezialist auf dem Gebiet des Barock und des Symbolismus, Übersetzer von Puschkin und Byron und Professor an den Universitäten von Novi Sad (1974–1982) und Belgrad (1982–1992). Ab 1991 war er Mitglied sowohl der Serbischen Akademie der Wissenschaften und Künste als auch der Société européenne de culture. Er lebte in Belgrad und war in zweiter Ehe mit der Schriftstellerin und Literaturkritikerin Jasmina Mihajlović verheiratet. Aus erster Ehe hatte er zwei Kinder.

## Aufbau seiner nichtlinearen und interaktiven Romane
Milorad Pavić wurde vor allem aufgrund des nichtlinearen und interaktiven Aufbaus seiner Romane berühmt. Er vertrat die Meinung, dass der Leser selbst entscheiden soll, auf welche Weise er seine Romane lesen wird.
- Der Roman Das Chasarische Wörterbuch gleicht einem Lexikon: Er besteht aus einzelnen Artikeln, die durch Querverweise miteinander verknüpft sind. Er handelt von einer Polemik zwischen Vertretern des jüdischen, christlichen und islamischen Glaubens, in Anlehnung an die Geschichte der Chasaren. Der Verlauf wird aus allen drei Perspektiven dargestellt; das Lexikon besteht daher aus drei alphabetisch geordneten Teilen, wobei zentrale Artikel mehrfach vorhanden sind und inhaltlich oft in wesentlichen Punkten voneinander abweichen. Es bleibt dem Leser überlassen, welche der Artikel er in welcher Reihenfolge liest.
- Landschaft in Tee gemalt ist wie ein Kreuzworträtsel aufgebaut.
- Die inwendige Seite des Windes oder Der Roman von Hero und Leander erzählt die Geschichte von einem Mann und einer Frau (in Anlehnung an die griechische Sage Hero und Leander). Das Buch kann von beiden Seiten gelesen werden (von der ersten Seite bis zur Mitte und von der letzten Seite bis zur Mitte). Somit treffen sich die beiden Hauptpersonen buchstäblich in der Mitte des Buches.
- Die letzte Liebe in Konstantinopel ist ein Roman, dessen Verlauf vom Leser durch Legen von Tarot-Karten entschieden wird. Zu jeder Karte gehört ein Kapitel des Buches.
- Eine Truhe für Schreibutensilien ist ein Roman, bei dem der Leser nach und nach die verschiedenen Fächer einer alten Truhe öffnet und deren Geheimnisse entdeckt. Die Reihenfolge wählt der Leser selbst.

Das Chasarische Wörterbuch und Die letzte Liebe in Konstantinopel existieren in 2 Versionen – einer männlichen und einer weiblichen Version, die sich nur in wenigen kritischen Stellen unterscheiden.

## Werke
- Das Chasarische Wörterbuch. Lexikonroman in 100.000 Wörtern („Hazarski rečnik“, 1984). Hanser, München 1988 (2 Ausgaben)
  - Weibliches Exemplar: ISBN 3-446-15200-8.[1]
  - Männliches Exemplar: ISBN 3-446-15077-3.[1]
- Landschaft in Tee gemalt. Roman („Predeo slikan čajem“). Hanser, München 1991, ISBN 3-446-15753-0.[1]
- Die inwendige Seite des Windes oder Der Roman von Hero und Leander („Unutrašnja strana vetra. Ili roman o Heri i Leandru“). Hanser, München 1995, ISBN 3-446-17041-3.[1]